# Magda del Pilar Seehawer
Magda del Pilar Seehawer (* 6. September 1946 in Havanna, Kuba) ist eine kubanische Malerin und Textilkünstlerin. Ihr Künstlername lautet Nazha. 

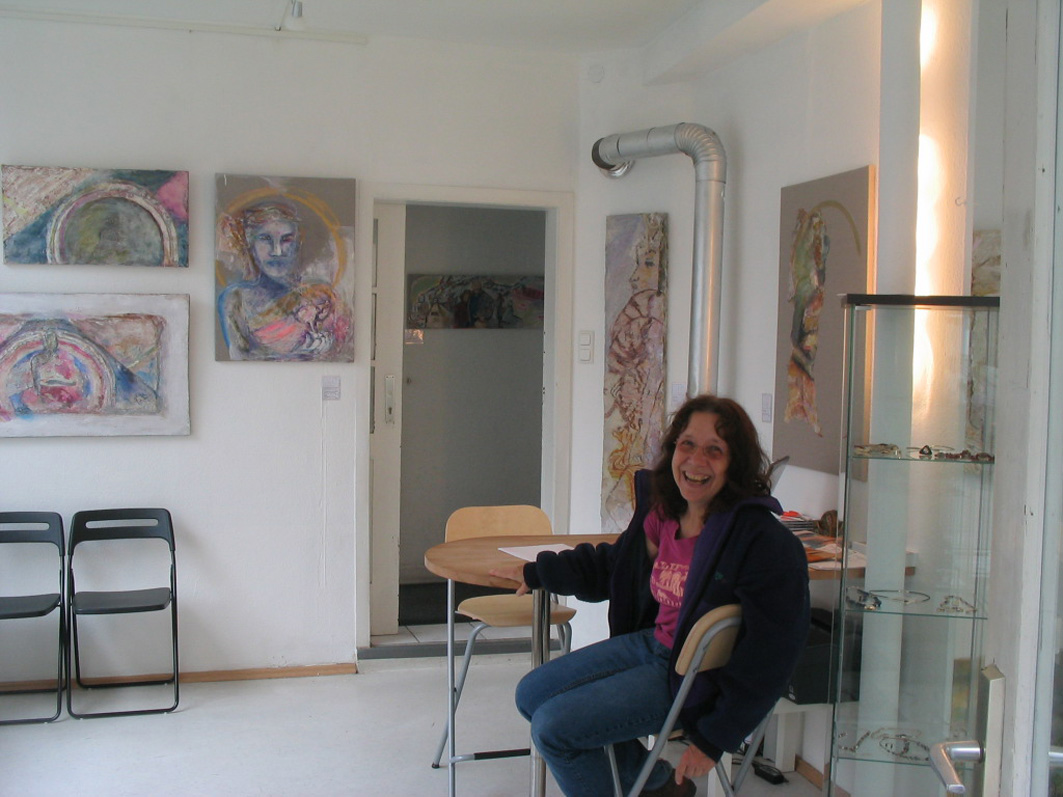
Magda del Pilar Seehawer mit einer Auswahl ihrer Werke

## Leben
Magda del Pilar Seehawer wurde als Tochter einer Kubanerin und eines Exilungarn in Havanna geboren.
Nach der kubanischen Revolution zog sie im Alter von 13 Jahren alleine in die USA. Dies geschah nicht freiwillig. Sie war dort auf sich alleine gestellt, wie mehr als 4.000 andere kubanische Jugendliche, die auch von Dezember 1960 bis Oktober 1962 in die Vereinigten Staaten kamen. Diese Operation, genannt „Operation Peter Pan“, gilt heute als größter derartiger dokumentierter Exodus in der westlichen Hemisphäre.
In den USA blieb sie neun Jahre und besuchte dort die Miami Beach High School und die University of Florida, wo sie u. a. Textildesign studierte.
Nach ihrer Heirat mit einem Deutschen zog sie nach Tübingen. Dort gründete sie eine Vertriebsfirma für von ihr selbst entworfene Textilrohprodukte.
Mitte der 1970er Jahre wanderte sie mit ihren drei Kindern nach Sri Lanka aus. Dort kreierte und webte sie aus selbstgezüchteter Seide mit 500 Mitarbeiterinnen Unikattextilien.
Zahlreiche Ausstellungen wurden von Bombyx-Mori-Kundinnen (so hieß ihr Label) im Ausland durchgeführt. Diese Ausstellungen wurden in den jeweiligen Heimatländern der Kundinnen organisiert (z. B. in ganz Europa, USA, Japan und Korea) und bildeten eine Verbindung zwischen Sri Lanka und der ersten Welt. Unter anderem organisierte auch der Entwicklungshelfer Rainer Blank (damals unter der GTZ in Sri Lanka) viele Kunstmessen im Ausland und Ausstellungen in Deutschland. In diesen Kunstmessen hat sie unter ihrem Künstlernamen „Nazha“ nicht nur Textilen, sondern auch ihre Bilder – die aus Papier und Seide gestaltet waren – ausgestellt.
Seit 2003 lebt sie mit ihren vier Kindern wieder in Tübingen. Neben ihrer freischaffenden künstlerischen Tätigkeit leitet sie dort Textilkurse für Immigrantinnen.
Zahlreiche Einzelausstellungen und Beteiligungen zeugen von der Kreativität, Dynamik und Energie von Magda del Pilar Seehawer. Allein 2006 wurden ihre Werke in Berlin, Tübingen, Erwitte, aber auch in Schweden, England, Kasachstan, Spanien, Ungarn und Japan präsentiert.

## Ausstellungen im öffentlichen Raum
- Eine Tapisserie (flying birds)[2] wurde von Ranil Wickremesinghe (damaliger Premierminister von Sri Lanka) der Queen Elisabeth II. geschenkt.
- Ausstellungen im Goethe-Institut in Colombo (Leitung Ulrich Everding) – 1996, 1997, 1998
- Biennale Spanien (Rupestria) – 2006
- Aires de Córdoba (Spanien) 4.–15. April 2006
- Astana, Kasachstan 2006 (Kulanshi Art Forum) 18. Mai – 2. Juli 2006
- Kunstausstellung bei Amnesty International 27. März – 14. Juli 2007
- Biennale Japan (Beppu) – 2007
- 2. Internationales Hellweg Kunstbrücke Symposium. Für eine bessere Welt. Erwitte-Horn 2007
- Gefühlswelten Galerie Kontraste 21. April – 14. Juli 2007 Erwitte-Horn
- International Artists Residencies Exhibition in der Vízivárosi Galéria Budapest, 26. Juni – 19. Juli 2008
- 3. Internationales Hellweg Kunstbrücke Symposium „Frieden für alle“ 10. – 28. Juli 2008 Erwitte-Horn
- Museo contemporáneo Antonio-Gualda, Durango, Mexiko – 2010[3]
- Eintrag im Kunstadressbuch (ISBN 978-3-11-023491-6)- 2012